# Тереклі-Мектеб
Тереклі-Мектеб — село (аул), адміністративний центр Ногайського району Дагестану.
Село розташоване в центральній частині Ногайського степу на північному заході Дагестану.
Автомобільна дорога до Кизляра (бл. 75 км).

## Історія
Аул заснований наприкінці XVIII століття у зв'язку з утворенням в 1793 році Караногайського приставства, як ставки за три кілометри на південь від аулу Тереклі (Тереклі-авил) (Тереклі — ногайською багатий деревами). Мектеб — школа. У ставці Тереклі-Мектеб перебував офіційний представник царської адміністрації — пристав Пилип Йосипович Капельгородський, під керівництвом якого в аулі був виритий артезіанський колодязь, розбитий фруктовий сад. У народі виникла друга назва аулу — Орис Уьй (з ногайської Російський дім).
Під час німецько-радянської війни (під час операції «Блау»), в грудні 1942, аул був зайнятий частинами групи армій «А» Вермахту, а через кілька днів звільнений Червоною Армією. Це була найбільш східна точка до якої дійшли німецькі війська на Східному фронті Другої світової війни.
В аулі проживають нащадки ногайських родів калемерден, чіжувіт, кипшак, чаужейлі, тогинши, найман, шурша ас, костамгали, мойнапа, туркмени, кобанший, етсани, уьйсин.

## Населення
За переписом 2002 населення села складає 7285 осіб, з яких:
- Ногайці — 6460 чол. (85,7%)
- Даргинці — 304 чол. (4,2%)
- Росіяни — 198 чол. (2,7%)
- Кумики — 136 чол. (1,9%)
- Інші — 187 чол. (2,9%)